# غوايانو (لاعب كرة قدم)
غوايانو هو لاعب كرة قدم برازيلي في مركز الهجوم، ولد في 24 سبتمبر 1935 في ريو برانكو في البرازيل. لعب مع نادي بالميراس.

## وصلات خارجية
- غوايانو (لاعب كرة قدم) على موقع قاعدة بيانات كرة القدم.إي يو (الإنجليزية)
- غوايانو (لاعب كرة قدم) على موقع ناشيونال فوتبول تيمز (الإنجليزية)